# Coenosia longipede
Coenosia longipede är en tvåvingeart som beskrevs av Albuquerque 1956. Coenosia longipede ingår i släktet Coenosia och familjen husflugor. Inga underarter finns listade i Catalogue of Life.